# Бісарпі
Бісарпі́ (рос. Бисарпи) — присілок в Балезінському районі Удмуртії, Росія.

## Населення
Населення — 2 особи (2010; 2 в 2002).
Національний склад станом на 2002 рік:
- удмурти — 100  %